# Plethodon shenandoah
Plethodon shenandoah är en groddjursart som beskrevs av Richard Highton och Richard Dane Worthington 1967. Plethodon shenandoah ingår i släktet Plethodon och familjen lunglösa salamandrar. Inga underarter finns listade i Catalogue of Life.
Denna salamander förekommer i en liten del av östra Appalacherna i delstaten Virginia i USA. Den vistas mellan 915 och 1145 meter över havet. Exemplaren lever i klippiga regioner med några träd. De hittas ofta nära fuktig jord. I skogar lever däremot Plethodon cinereus. Ungarna utvecklas utan metamorfos.
Många träd i regioner försvinner på grund av introducerade insekter som lövskogsnunna och inhemska träd ersätts av Adelges tsugae. Bekämpningsmedel som används mot insekter påverkar även detta groddjur. Flera fuktiga platser torkar ut. Svampsjukdomen Batrachochytrium salamandrivorans kan drabba arten. IUCN kategoriserar arten globalt som akut hotad.